# 메리 매코맥
메리 매코맥(Mary McCormack, 1969년 2월 8일 ~ )은 미국의 배우이다.

## 출연 작품

### 영화
- 언터쳐블 가이 (1997)
- 딥 임팩트 (1998)
- 트루 크라임 (1999)
- 미스터리 알래스카 (1999)
- 케이 팩스 (2001)
- 풀 프론탈 (2002)
- 1408 (2007)

### 텔레비전
- 회색 게임 (1995-97)
- 웨스트 윙 (2004-06)
- 인 플레인 사이트 (2008-12)